# オリバー・ノース
オリバー・ローレンス・ノース（Oliver Laurence North、1943年10月7日 - ）は、アメリカ合衆国の軍人、政治家、評論家。軍人としてはアメリカ海兵隊で中佐まで務めた。
彼はイラン・コントラ事件（ロナルド・レーガン政権下、「コントラ」への援助金を得るためにイランに武器を秘密裡に輸出した事件）で重要な役割を果たしたことにより全米に名が知れ渡った。現在、彼はアメリカ合衆国において保守的な政治評論家として活躍している。　

## 経歴
テキサス州サン・アントニオのカトリック教徒の家庭に生まれ、ニューヨーク州北部のフィルモントで育った。ニューヨーク州立大学で学び、その後、アナポリスの海軍兵学校へ入学し、1968年卒業した。
22年間海兵隊で勤務した。この間ベトナム戦争に従軍し、国家への卓越した功績に対し「シルバースター」、「ブロンズスターメダル」を授与され、負傷に対し2つの「パープルハート章」を授与されている。
1981年、大統領特別補佐官（米国国家安全保障会議軍政担当）に任命され、1983年から1986年までテロ対策調整官として活躍の機会を与えられた。その間、1983年のグレナダ侵攻の作戦計画に参加し、イタリアの旅客船「アキレ・ラウロ号」ハイジャック事件の犯人逮捕作戦で成功を収めた。同年、中佐に昇進。彼はまた1986年、ベルリンのナイトクラブ爆破事件の報復として、トリポリとベンガジのリビア基地空爆の作戦計画策定に参加した。

## イラン・コントラ事件
ノースは連邦議会においてイラン・コントラ事件への関与によって著名になった。同事件において、彼はイランへ武器ブローカーを通しての武器密輸計画の責任者を務め、そこで得られた資金でニカラグアの反政府組織コントラへ資金援助の道筋を付けたのである。彼はコントラを援助する目的に用いられた秘密のネットワークの設置に関与していた。
1986年11月、ノース中佐はレーガン大統領直属となり、1987年、イラン・コントラ事件を調査するために設定された両院協議会のテレビ公聴会に先立って証言のために召喚された。聴聞の間、彼は自分が議会に対し虚偽の証言をしたことを認め、このことによって後に告訴されることになった。彼は、「自分が『自由の戦士』と見なしたコントラを援助する目的が正しいものであることを信じている」と述べることで自身の行為を弁護した。そして非合法のイラン・コントラ計画を「素晴らしいアイデア」であると自分は考えていると述べた。1988年ノースは「国家安全保障会議(NSC)」に所属していたときの活動に関係して法廷に立った。彼は16の重罪で告訴され、1986年5月4日の判決で、収賄、聴聞議会の妨害の支援および幇助、（彼の命令で秘書のファウン・ホールが行った）書類の破棄の3つの罪状で有罪を宣告された。そして1989年11月5日、ゲートハルト・A・ゲゼル連邦地方裁判所判事によって執行猶予3年、保護観察2年、罰金15万ドル、1,200時間の社会奉仕活動の刑を宣告された。
しかしながら1990年7月20日、3人の判事からなる上訴審査委員会は、上告審において彼への有罪判決を覆した。ノースが以前行った公開の場での証言によって、公正な裁判を受ける彼の権利が侵害された可能性があるとの理由だった。連邦最高裁はこの訴訟の再審理を却下した。ゲゼル判事は1991年9月16日、独立検察官の動議による免責問題する公聴会の審議を経て罰金の判決を棄却した。本来、彼には議会証言に対して限定的免責を与えられており、この宣誓証言は審議における証言に影響を与えたと見なされたので有罪判決は覆されたのであった。

## その後の人生と経歴
1994年、ノースはバージニア州の共和党の候補として連邦上院議員選挙に立候補したが当選できなかった。バージニア州の共和党上院議員ジョン・ワーナーはノースではなく無所属で立候補した共和党員のマーシャル・コールマンを支持していたのであった。選挙直前にレーガン元大統領夫人・ナンシー・レーガンは記者に対し、ノースは前大統領とイラン・コントラ事件について、夫に虚偽の報告をしたと述べている。ノースは現職の民主党のチャールズ・ロッブに惜敗した。彼の立候補の一幕は1996年製作のドキュメント・フィルム『うってつけの候補者』に収められている。
ノースは『戦火において』、『更なる任務』、『戦争体験記---イラクの自由作戦』、『妥協を強いられた作戦』、『鄙の聖地』を含むベストセラーを執筆している。彼はシンジケート・コラムニストとしても活躍しており、テレビ番組「オリバー・ノースと戦争体験記」の司会を行い、『ハンニティとコルムス』,『FOXニュース』のレギュラー・コメンテーターを務め、自分の公私にわたる出来事について話題を提供している。1990年ノースは「フリーダム・アライアンス」を設立した。それは任務遂行中に殉職したり重度の障害を負った軍人の子弟が大学教育を受けられるように援助する団体である。ノースは1967年ベスティ・スチュアートと結婚し4人の子供（タイト、ドロニン、サラの3人の娘と息子スチュアート）をもうけた。夫妻はベティの信念によりアイルランド系アメリカ人のオリバーの母親アン・クランシーのようなカトリック的な育て方をやめて子供たちと共に福音派の教会の礼拝に参加している。
2012年のビデオゲーム『コール オブ デューティ ブラックオプス2』では軍事アドバイザーを務め、また本人役で出演した。
2014年放送のテレビドラマ『ジ・アメリカンズ』では1エピソードの原案を担当した。

## 政治的な遺産
ノースは大きな物議を醸した人物である。彼の活動を熱烈に擁護する支持者がいる一方、反対者たちは彼の法破りを非難している。あるときは行き過ぎが認められた場合があるにもかかわらず、彼は保守的な人々から支持を受けている。ノースは「イラン・コントラ事件」でスケープ・ゴートにされ、レーガン政権の他の政府高官により責任を押し付けられたと考えられたのであった。共産主義の拡大を阻止しようとする中佐の目的は正しく、ただ方法が法を逸脱したものであったと考える向きもある。彼の保守的な政治的大義を評価する世論もある。ノースに対する評価は、民主主義と国内法において、一人の人間がいかに自分の目標が正しいと信じても法の範囲を超えて行動することは出来ないというところに落ち着いている。だが、その一方、彼の行為に対しては現実には民主主義的に選ばれた政府を打ち壊し、ニカラグアのテロを招き、イランを援助することでアメリカの軍事に対する国民の敵意を煽るものであるとする評価もある。